# Veia dorsal profunda do clitóris
A veia dorsal profunda do clitóris é uma veia da pelve, situa-se entre o ligamento púbico arqueado e o ápice do diafragma urogenital.Tem participação na ereção clitoniana.